# Бансу (фильм)
«Бансу́» — российский военный триллер режиссёра Павла Костомарова. Фильм снимается по одноимённой повести Ильи Бояшова и основан на реальных событиях.

## Сюжет
История произошла на Аляске в 1943 году. Советский экипаж по ленд-лизу перегоняет 20-метровый бомбардировщик, и останавливается для дозаправки на военной базе на Аляске. Во время дозаправки экипаж обнаруживает исчезновение штурмана. В его парашюте спрятаны ценные разведданные, поэтому на его поиски отправляются сразу две поисковые группы: советская и американская.
«Это фильм о дружбе и любви, которые сильнее всего вокруг. Как пошутил на питчинге Фонда кино наш режиссёр — у нас фильм про войну без немцев и про любовь без секса». Продюсер Валерий Федорович

## Съёмки
Фильм снимается кинокомпанией 1-2-3 Production. Планировалось, что съёмки будут происходить на Аляске и в Грузии, но планам помешала пандемия COVID-19 и 11 сентября 2020 съёмки начались в Республике Алтай в сёлах Акташ и Кош-Агач. В районе Чуйской степи был развернут полигон, имитирующий американскую военную базу. В картине снимаются такие актёры, как Александр Паль, Тимофей Трибунцев, Илья Лейбин, Яна Гурьянова, Сэм Дуглас, Филипп Кристофер, Марк Ноубл, Мэттью Симпсон, Мартин Бакстер, Джорджия Грант Андерсон, Доминик Райан.
В качестве массовки были привлечены игроки регбийных клубов из Барнаула и Новокузнецка и студенты из Горно-Алтайского государственного университета. 
В августе 2020 года картина получила поддержку Фонда Кино. Заявленный производственный бюджет составляет 300 миллионов рублей. Продюсеры прогнозируют сборы в районе 600 миллионов рублей.